# Enicospilus maritzai
Enicospilus maritzai là một loài tò vò trong họ Ichneumonidae.